# Elhangolt rezgőkörös demodulátor
Az elhangolt rezgőkörös demodulátor egy olyan demodulátorkapcsolás, amely frekvenciamodulált jelek demodulálására alkalmas. A legegyszerűbb kapcsolás, amellyel frekvenciamodulált jelet lehet demodulálni.
A szakirodalomban nevezik még együtemű demodulátornak, valamint félrehangolt rezgőkörös demodulátornak is.

## Felépítése[2]
A kapcsolás két fő részből áll:
1. LC rezgőkör
2. diódás demodulátor

P1 - P2 kapocs: a rendszer bemenete, erre a pontjára kapcsoljuk a frekvenciamodulált jelet.
C1: csatolókondenzátor, értéke akkora, a bemenő jel frekvenciatartományában nagyon kis impedanciát mutasson. 
R1: A rezgőkör munkaellenállása, értéke megegyezik az L1-C2 rezgőkör rezonanciapontján mért impedanciájával.
L1-C2 rezgőkör: félrehangolt rezgőkör, a modulálatlan vivőjel frekvenciájától a jel sávszélességének, illetve frekvencialöketének minimum felével elhangolva.
{\displaystyle f_{LC}=f_{0}\pm {\frac {\Delta f}{2}}}
Ezáltal az LC kör melegpontján az időben változó frekvenciájú modlált jel a frekvenciaváltozásának hatására váltakozó feszültségű jel keletkezik, tehát:
- amplitúdómodulált jellé alakul át a frekvenciamodulált jel
- ez az amplitúdómodulált jel a frekvenciájában is változik továbbra is, viszont ez a burkológörbére nincs hatással
- az így keletkezett jel amplitúdódemodulátorral demodulálható.

C5: csatolókondenzátor, értéke megegyezik a C1 kondenzátoréval.
Az áramkör további része egy diódás demodulátor.

## Működése[2]
A rezgőkör a vivőhullámból (f0) is ad kimeneti feszültséget. Az M munkapont a rezonanciagörbe oldalán van. A függőleges időtengelyen van a frekvenciamodulált rezgés, f0, Δf. A vízszintes időtengelyen az amplitűdóingadozást látni, a megfelelő burkológörbével. Ezek a rezgések (f0±Δf) amplitúdó-demodulátorral demodulálhatóak.
Mivel egy rezgőkör rezonanciagörbéje sosem lineáris, belátható, hogy ez a demodulátorkapcsolás mindig hibás linearitású jelet ad, ami a demodulált hang torzulásához vezet. Ezt a kapcsolást csak az URH-FM rádiózás kezdetén használták az egyszerűbb készülékekben.